# Ludwig von Henk
Ludwig von Henk (Anklam, 4 marzo 1820 – Berlino, 17 ottobre 1894) è stato un ammiraglio e politico tedesco.

## Biografia
Henk nacque ad Anklam, nella provincia di Pomerania. Egli iniziò la sua carriera su navi mercantili, viaggiando in Brasile, nel Mediterraneo e nel Mar Nero. Nel 1844 venne promosso capitano. Dopo la fondazione della Marina prussiana nel 1849, egli entrò in servizio come ufficiale ausiliario, ottenendo il rango di capitano di corvetta nel 1859.
Nel 1861 passò a Berlino come capo del Bureau Idrografico del Ministero della Marina prussiana. Nel 1865 ottenne il comando della corvetta Nymphe con la quale venne inviato nel Mediterraneo.
Durante la Guerra austro-prussiana del 1866, Henk divenne comandante della Flotta Prussiana del Mare del Nord e nel 1867 venne promosso al rango di Kapitän zur See. Durante la Guerra franco-prussiana, egli comandò la fregata armata König Wilhelm e dopo la guerra divenne comandante della stazione navale del Mare del Nord.
Nel 1872 venne promosso contrammiraglio e venne posto a Berlino come direttore dell'ammiragliato, incarico che ricoprì sino al luglio del 1879. Durante questo periodo (1877) venne promosso al rango di Vice Ammiraglio e l'anno successivo ottenne il titolo nobiliare di barone. Si ritirò dal servizio attivo nel 1879.
Tra il 1890 ed il 1893, Henk prestò servizio nel Reichstag come membro del Partito Conservatore Tedesco, rappresentando il distretto di Ueckermünde-Wollin. Morì a Berlino.